# ویلیام جی دیور
ویلیام گوین دیور (انگلیسی: William G. Dever; ۲۷ نوامبر ۱۹۳۳ – انسان‌شناس، باستان‌شناس، متخصص الهیات، و استاد دانشگاه اهل ایالات متحده آمریکا بود.
وی همچنین برندهٔ جوایزی همچون کمک‌هزینه گوگنهایم شده‌است.